# Friedrich von Adelung
Friedrich von Adelung (25. února 1768 Štětín - 30. ledna 1843 Petrohrad) byl německý právník a filozof.
Friedrich von Adelung byl synovcem Johanna Christopha Adelunga. V Lipsku studoval právní vědy a filozofii. V pozdějších letech žil v Rize, Jelgavě a v Petrohradě. Zastával různé pracovní pozice: roku 1801 se stal ředitelem německého divadla v Petrohradě, 1803 vychovatelem velkoknížat Mikuláše a Michala, 1824 ředitelem Orientálního institutu a roku 1825 prezidentem Akademie věd.

## Dílo
- Siegmund Freiherr von Herberstein (Petrohrad 1818)
- August Freiherr von Meyerberg und seine Reisen in Rußland (Petrohrad 1827)
- Kritisch-literarische Übersicht der Reisenden in Rußland bis 1700 (Petrohrad 1846, 2 svazky)
- Bibliotheca sanscrita (Petrohrad 1837)
- Übersicht aller bekannten Sprachen und ihrer Dialekte (Petrohrad 1820).